# Pailín
Pailín (en camboyano: ក្រុងប៉ៃលិន, Krong Pailin) es un municipio (krong) en el centro de la provincia de Pailín en el noroeste de Camboya. El municipio se subdivide en 4 sangkats (cuartos) y 36 phums (pueblos). Según el censo 1998/2008 de Camboya, la ciudad de 575 km² tenía una población de 15 800 y 36 354 respectivamente.
| Sangkat (cuartos) | Phum (pueblos) |
| ----------------- | --- |
| Pailín            | O 'Tapuk Loeu, O Ta Prang, Soun Am Pao Khang Lech, Suon Ampov Khang Koet, Wat, Toek Thla, Ta Gen Loeu, Ba Den Neiv, Toul Kheiv, Pa Hi Tboang, Pa Hi Choeng |
| Ou Ta Vau         | Khlong, Koun Phnum, Ou Tavau, Kbal Pralean, Die Kra Hom, Kra Chab, Ou Proes                                                                                |
| Tuol Lvea         | Tuol Lvea, Chamkar Kaphe, Ou Chra Kandal, Ou Chra Khang Kaeut, Ou Chra Leu, Ou Ta Puk Kraom, Ou Peut, Tuol Sralau, Tuol Nimit, Viel Vong, Thmey            |
| Bar Yakha         | Ou Chra Lech, Ou Snguot, Roung Chak Tuek Kak, Ba Yakha, Ba Tangsu, Bahuy Khmaer Cheung, Bahuy Khmaer Tboung                                                |